# Saxifraga wenchuanensis
Saxifraga wenchuanensis är en stenbräckeväxtart som beskrevs av Tsue Chih Ku. Saxifraga wenchuanensis ingår i Bräckesläktet som ingår i familjen stenbräckeväxter. Inga underarter finns listade i Catalogue of Life.